# Sällskapet Stadsbudskåren
Sällskapet Stadsbudskåren grundades i Stockholm 1872 av Victor Holmquist och Anton Bendix. Syftet fastställdes officiellt till att "sista söndagen före jul äta sillfrukost och öfva annan välgörenhet”. 
Stadsbudskåren i Göteborg grundades 1968 av bland andra Gunnar Josephson. Stadsbudskåren i Karlskrona grundades 1983. Initiativtagare var kommunalrådet Gunnar Boström. Stadsbudskårer finns även i andra städer.[källa behövs]
Man åtar sig uppdrag – "hederliga uppdrag mot skälig ersättning" – såsom invigningar, agera servitörer, festtalare och i olika företagssammanhang för att samla in pengar till välgörenhet och stipendier.